# Melolobium viscidulum
Melolobium viscidulum är en ärtväxtart som beskrevs av Ernst Gottlieb von Steudel. Melolobium viscidulum ingår i släktet Melolobium och familjen ärtväxter. Inga underarter finns listade i Catalogue of Life.